# Barahir
Barahir je fiktivní postava ze Středozemě J. R. R. Tolkiena. Objevuje se v knize Silmarillion.
Barahir byl jedním z Edain patřící do Bëorova domu. Společně se svou ženou Emeldir zplodil syna jménem Beren. Po Dagor Bragollach (bitvy náhlého plamene) bydlel se svým synem a deseti dalšími muži v Dorthonionu poblíž jezera Tarn Aeluin. V okupované vysočině vykonali spousty hrdinských činů, až to znepokojilo samotného Pána zla a ten na ně povolal vrahy. Přežil jen jeho syn Beren.
Barahir dostal za záchranu od Finroda Felagunda prsten (Barahirův prsten), který zaručoval pomoc jemu a jeho potomkům. Ve třetím věku se dostal společně s Narsilem do rukou Elronda který jej nakonec daroval Aragornovi.